# Pawieł Rybnikow
Pawieł Nikołajewicz Rybnikow (ros. Павел Николаевич Рыбников), także Paweł Rybnikow (ur. 24 listopada 1831 w Moskwie, zm. 17 listopada 1885 w Kaliszu) – rosyjski etnograf i urzędnik, rzeczywisty radca stanu, w latach 1867–1885 wicegubernator guberni kaliskiej Królestwa Polskiego.

## Pochodzenie
Urodził się w rodzinie moskiewskich kupców, staroobrzędowców, jego ojciec Nikołaj Abramowicz Rybnikow (zm. 1836) był właścicielem fabryki włókienniczej w Czudnikach, matka miała na imię Jelena, miał jedną siostrę Sofiję (ur. 1836), zamężną za Andriejem Karzinkinem (zm. 1906).

## Praca naukowa i urzędnicza w guberni ołonieckiej
Po ukończeniu w rodzinnym mieście gimnazjum podróżował po Europie, był m.in. we Włoszech. W 1858 skończył studia filologiczne na wydziale filologiczno-historycznym Imperatorskiego Uniwersytetu Moskiewskiego. Po studiach podjął badania etnograficzne na terenie guberni czernihowskiej, przez co w 1859, podejrzany o „rewolucyjną propagandę”, został aresztowany, gdy zajmował się spisywaniem pieśni staroobrzędowców, a następnie zesłany do Pietrozawodska, w guberni ołonieckiej, gdzie nakazano mu pracę w kancelarii urzędu tamtejszego gubernatora. Pracując jako urzędnik nie przerwał pracy naukowej, w ramach służbowych obowiązków (zbierał dane statystyczne) objeżdżał miejscowości guberni ołonieckiej spisując przekazywane ustnie opowieści, pieśni oraz ballady, tzw. byliny z czasów Rusi Nowogrodzkiej. Plon swej pracy naukowej Rybnikow opublikował w czterotomowym „Zbiorze pieśni rosyjskich”, za co otrzymał złoty medal rosyjskiego Towarzystwa Geograficznego i prestiżową nagrodę im. P. Demidowa. W 1861 został członkiem Towarzystwa Miłośników Literatury Rosyjskiej oraz Towarzystwa Archeologicznego.
W 1862 uzyskał w rangę radcy tytularnego, by już rok później awansować na stopień asesora kolegialnego. Do 1866 pełnił różnorakie funkcje urzędowe w guberni ołonieckiej.

## Wicegubernator guberni kaliskiej i polonofil
W grudniu 1866 Rybnikow został na własną prośbę przeniesiony do tzw. Królestwa Polskiego i delegowany do Kalisza, gdzie po reformie administracyjnej miała powstać siedziba urzędu najbardziej na zachód położonej guberni Imperium Rosyjskiego. Od początku 1867 był pełniącym obowiązki wicegubernatora nowo powstałej guberni kaliskiej, w tym samym roku uzyskał kolejny awans urzędniczy, zostając radcą nadwornym, w 1870 otrzymał stopień radcy kolegialnego, a 26 lutego 1871 został oficjalnie zatwierdzony na stanowisku kaliskiego wicegubernatora.
Będąc wysokim rangą urzędnikiem państwa zaborczego Pawieł Rybnikow okazał się polonofilem. Znał dobrze język polski (obok m.in. greki, łaciny, francuskiego, angielskiego i włoskiego) i polską literaturę. Przyczynił się do powstania pisma „Kaliszanin” (1870), gdzie publikowano utwory wybitnych autorów polskich, w tym A. Asnyka, M. Konopnickiej, J. I. Kraszewskiego czy G. Zapolskiej oraz autorów lokalnych, a także opracowania historyczne. Rybnikow, będąc cenzorem „Kaliszanina”, dopuszczał do publikacji teksty, które nie zawsze były zgodne z polityką zaborcy. Z jego inicjatywy  rozpoczęto również publikację w języku polskim i łacińskim dokumentów z dziejów Kalisza, od czasów XIII wieku. Angażując się w życie lokalnej społeczności, został członkiem kasy pożyczkowo-oszczędnościowej urzędu gubernatorskiego, Kaliskiego Prawosławnego Cerkiewno-Parafialnego Komitetu Opiekuńczego oraz prezesem Kaliskiego Klubu Społecznego. Nadal zajmował się pracą naukową, korespondował też z takimi wybitnymi pisarzami jak Aleksandr Hercen i Lew Tołstoj. W międzyczasie wicegubernator otrzymywał kolejne urzędnicze awanse: radca stanu (1873) i rzeczywisty radca stanu (1873). Podczas wicegubernatorskiej służby Rybnikow nabył majątki w powiecie kaliskim (Dębe, Tykadłów), powiecie kolneńskim (Osiny) i w powiecie częstochowskim (Jaskrów).
Według historyka Edwarda Polanowskiego, Rybnikow poprzez swoją teściową był spowinowacony z Polakami, jego dzieci uczyły się w języku polskim, syna Siergieja (który po 1918 został na stałe w Polsce) uczyła m.in. Julia Leszczyńska, ciotka Marii Konopnickiej. Wyraźne propolskie sympatie miały prawdopodobnie duży wpływ na Michaiła Daragana, gubernatora kaliskiego od 1883.
Pawieł Rybnikow zmarł 17 listopada 1885 w Kaliszu, został pochowany na miejscowym cmentarzu grecko-prawosławnym.

## Rodzina
Dnia 9 czerwca 1861 Pawieł Rybnikow ożenił się z Andżeliką Olgą Appolonią von Stempel (Sztempel, ur. 1840, zm. 1911 w Kole), córką generała-majora, barona Leopolda Gabriela Reinholda von Stempel (1815-1880) oraz Andżeliki Anety de Saint-Laurent, której dziadek także był generałem armii rosyjskiej. Babka żony Rybnikowa, Ludwika wywodziła się z polskiej rodziny Jakubowskich z Ostrożca na Wołyniu. Po śmierci Pawła Rybnikowa jego żona wraz z dziećmi osiadła na stałe w majątku Sacały nad Wartą, zakupionym w 1872.
Dziećmi Pawła i Adżeliki Rybnikowów byli:
- Jewgienija (ur. 1862), jej losy nie są znane,
- Jelena (Helena, ur. 1864, zm. po 1906[1]), wyszła za mąż za Wasilija Fiodorowicza Sołowiowa, zastępcę przewodniczącego Sądu Okręgowego w Kaliszu, ich synem był Aleksander Sołowiow(inne języki) (zm. 1971), serbski historyk, badacz historii i kultury słowiańskiej, profesor Uniwersytetów w Belgradzie i w Genewie[8],
- Władimir (ur. 1866), uczeń kaliskiego Gimnazjum Filologicznego, jego dalsze losy nie są znane,
- Siergiej (Sergiusz, ur. 1872), ukończył studia prawnicze na Uniwersytecie Warszawskim, od 1898 był urzędnikiem Kancelarii Generał-Gubernatora Warszawskiego, komisarzem do spraw włościańskich powiatów kolskiego i słupeckiego guberni kaliskiej, po 1918 uzyskawszy polskie obywatelstwo zamieszkał w Polsce, do 1945 mieszkał w folwarku w Sacałach[3], zmarł w 1965 w pobliskim Brudzewie; jego syn, również Sergiusz, absolwent kaliskiego Liceum im. T. Kościuszki, był nauczycielem m.in. w Brudzewie, zmarł w 1995 roku.
- Andriej (Andrzej, ur. 1874), absolwent Wydziału Prawa Uniwersytetu Warszawskiego, po zakończeniu I wojny światowej zamieszkał w Polsce i pracował m.in. jako sędzia, także mieszkał w Sacałach, zmarł w 1952 r.
- Wiaczesław (ur. 1875), oficer kawalerii armii rosyjskiej, służył na terenie Królestwa Polskiego, w czasie rewolucji 1905 roku odmówił udziału w tłumieniu protestów, karnie przeniesiony na Kaukaz, gdzie zmarł w 1908,
- Wadim (ur. 1876), po zakończeniu I wojny światowej także zamieszkał w Polsce, był urzędnikiem i mieszkał w Sacałach, zmarł w 1936 r.

## Niektóre ordery i odznaczenia
Order św. Anny II klasy, Order św. Stanisława II klasy, Order św. Włodzimierza I klasy.